# فهرست میراث جهانی در پاکستان
میراث جهانی در پاکستان شامل ۶ اثر فرهنگی در پاکستان می‌باشد. پاکستان ۲۳ ژوئیه ۱۹۷۶ به این کنوانسیون پیوست و تا سال ۲۰۲۰ افزون بر ۶ سایت ثبت شده ۲۶ سایت نیز از این کشور در فهرست آزمایشی قرار گرفته است.
سایت‌های میراث جهانی سازمان آموزشی، علمی و فرهنگی ملل متحد، یونسکو مکان‌هایی هستند که دارای اهمیت فرهنگی یا طبیعی هستند، همان‌طور که در پیمان‌نامه میراث جهانی، که در سال ۱۹۷۲ تأسیس شده، شرح داده شده است. طبق کنوانسیون یونسکو هر اثری پس از ثبت توسط این کمیته باید از سوی کشور نگهدارنده اثر مورد توجه ویژه قرار گیرد و انجام هرگونه دخل و تصرف یا اقدامی که باعث به خطر افتادن آن شود، ممنوع است.
اولین مکان‌هایی که در پاکستان در فهرست میراث جهانی قرار گرفتند، خرابه‌های باستان‌شناسی در موهن‌جو دارو، ویرانه‌های بودایی تخت باهی و بقایای شهر سری بهلول و تاکسیلا بودند که هر سه آن‌ها به‌عنوان مکان‌هایی با اهمیت فرهنگی در سال ۱۹۸۰ ثبت شدند. در سال ۱۹۸۱ دو محوطه دیگر به نام‌های ارگ لاهور و باغ‌های شالامار در لاهور و بناهای تاریخی در ماکلی ثبت شدند. ارگ و باغ «شالیمار» در شهر لاهور ایالت پنجاب بدستور «شاه جهان»، امپراتور گورکانی در سال ۱۶۴۱ میلادی توسط ملا علاءالملک تونی، از معماران مشهور ایرانی قرن ۱۱ هجری ساخته شده است. آخرین سایتی که به عنوان یک سایت میراث جهانی در این کشور تعیین شد، قلعه روهتاس در سال ۱۹۹۷ بود. همه ۶ مکان ثبت شده و بیست و پنج مکان آزمایشی در زیر دسته فرهنگی فهرست شده‌اند.
در سال ۱۹۷۴، پس از درخواست دولت پاکستان، یونسکو کمپین بین‌المللی حفاظت از موهن‌جو دارو را راه اندازی کرد و تا سال ۱۹۹۷ ادامه داشت و حدود ۸ میلیون دلار آمریکا از کشورهای عضو برای اقدامات حفاظتی در مقیاس بزرگ با هدف حفاظت از سایت در برابر سیل، اجرای فعالیت‌های ظرفیت سازی ملی و نصب یک آزمایشگاه حفاظت و نظارت بسیج شد. کمپین حفاظتی شامل کنترل آب‌های زیرزمینی از طریق نصب چاه‌های لوله، حفاظت از بقایای ساختاری و محوطه سازی بود. این فعالیت‌ها توسط کارشناسان ملی و بین‌المللی و با مشارکت جوامع محلی انجام شد. به لطف این کمپین، حدود ۱۵۰ میلیون نفر در سراسر جهان، از جمله دانش‌آموزان، در مورد موهن‌جو دارو و تمدن باستانی سند مطلع شدند.
در آغاز قرن بیست و یکم، نگرانی در مورد از بین رفتن کامل دو اثر ارگ و باغ شالامار و تخریب جزئی وجود داشت. تشخیص داده شد که این ملک توسط خطر جدی و خاص تهدید می‌شود که نیاز به عملیات عمده برای اطمینان از حفاظت از این اجزای ضروری مجموعه بنای تاریخی و باغ در داخل ملک است؛ بنابراین، در نوامبر ۲۰۰۰، مقامات پاکستان از کمیته میراث جهانی درخواست کردند که ارگ و باغ‌های شالامار در لاهور را در فهرست میراث جهانی در خطر ثبت کند و ابراز امیدواری کردند که آگاهی عمومی را در سطح ملی و بین‌المللی در مورد اهمیت حفظ این مکان استثنایی که همچنان یک مکان زنده است افزایش دهد.
سال ۲۰۱۷ یک کارگاه بین منطقه‌ای با عنوان میراث جهانی و توسعه پایدار: نقش جوامع محلی در موزه ملی کراچی پاکستان توسط مرکز میراث جهانی با همکاری نزدیک با دفتر یونسکو در اسلام‌آباد و اداره باستان‌شناسی دولت استان سند برگزار شد. این کارگاه که توسط وزیر فرهنگ، گردشگری و آثار باستانی دولت سند و نماینده یونسکو در پاکستان افتتاح شد، کارشناسانی از بنگلادش، ایران، اردن، نپال، عمان و پاکستان را گرد هم آورد تا نقش میراث را به عنوان یک عامل برای توسعه پایدار به نمایش بگذارند.

## میراث جهانی
یونسکو سایت‌ها را با ده معیار فهرست می‌کند. هر ورودی باید حداقل یکی از معیارها را داشته باشد.
| # | نگاره | نام                     | موقعیت        | سال  | شماره‌ثبتمعیارها | شرح | م                    |
| ۱ |       | موهن‌جو دارو             | سند           | ۱۹۸۰ | ۱۳۸ (ii)(iii)   | ویرانه‌های شهر عظیم باستانی مونجودارو در دره سند قرار دارد. این شهر باستانی در هزاره سوم قبل از میلاد، تماماً با آجر خام بنا نهاده شد. آکروپولیس این شهر بر روی خاکریزهای مرتفع، باروها، و شهر پایینی قرار گرفته است، که طبق قوانین سختگیرانه‌ای چینش آن انتخاب شده است. این موارد، شواهدی از یک سیستم اولیهٔ برنامه‌ریزی شهری ارائه می‌دهد. | [ ۷ ]                |
| ۲ |       | تاکسیلا                 | پنجاب         | ۱۹۸۰ | ۱۳۹(iii)(vi)    | تاکسیلا سایتی است که از گورپشته‌های دوران نوسنگی سارایکالا گرفته، تا خاکریز دفاعی سیرکاپ (قرن دوم پیش از میلاد) و شهر سیرسوخ (قرن اول پس از میلاد)، مراحل مختلف توسعه شهری را در پیرامون رود سند نشان می‌دهد. این تمدن متناوباً تحت تأثیر تمدن‌های ایران، یونان و آسیای مرکزی بوده است. از قرن پنجم قبل از میلاد تا قرن دوم پس از میلاد، این ناحیه مرکزی مهم برای آموزش دیانت بودایی بود.                                                                                                 | [ ۸ ]                |
| ۳ |       | تخت باهی و سری بهلول    | خیبر پختونخوا | ۱۹۸۰ | ۱۴۰(iv)         | مجموعه صومعه‌های بودایی تخت بَهی، در اوایل قرن یکم میلادی تأسیس شد. به دلیل قرار گرفتن بر روی نوک تپه‌ای بلند، از تهاجمات پی در پی در امان ماند و هنوز هم به خوبی حفظ شده است. در نزدیکی این مجموعه، ویرانه‌های سری بهلول قرار دارد، که یک شهر کوچک و مستحکم، متعلق به همان دوره زمانی است. | [ ۹ ]                |
| ۴ |       | ارگ لاهور و باغ شالیمار | پنجاب         | ۱۹۸۱ | ۱۷۱(i)(ii)(iii) | این دو شاهکار از دوران تمدن درخشان گورکانیان است و در زمان سلطنت امپراتور شاه جهان بنا شده است. این دژ شامل کاخ‌ها و مساجدی از جنس مرمر است که با موزاییک و طلاکاری تزئین شده‌اند و حوض‌ها، فواره‌ها و اقامتگاه‌های زیبایی در آن قرار دارد. ظرافت این باغ‌های باشکوه، که در نزدیکی شهر لاهور هستند، بی‌نظیر است. | [ ۱۰ ]               |
| ۵ |       | گورستان مکلی            | سند           | ۱۹۸۱ | ۱۴۳(iii)        | یکی از بزرگ‌ترین شهر مردگان جهان است که در مساحتی به طول ۱۰ کیلومتر مربع در نزدیکی شهر تهته، در استان سند پاکستان واقع شده است. این سایت تقریباً ۵۰۰۰۰۰ تا ۱ میلیون مقبره در طی یک دوره ۴۰۰ ساله ساخته شده است. این گورستان دارای چندین بنای بزرگ تشییع جنازه است که متعلق به خانواده سلطنتی، عارفان و عالمان مختلف صوفیه است. | [ ۱۱ ] [ ۱۲ ] [ ۱۳ ] |
| ۶ |       | دژ روهتاس               | پنجاب         | ۱۹۹۷ | ۵۸۶(ii)(iv)     | شیرشاه سوری پس از شکست دادن امپراتور گورکانیان و شاهنشاه همایون در سال ۱۵۴۱ میلادی، یک دژ مستحکم در روهتاس، که یک مکان استراتژیک در شمال پاکستان کنونی بود، بر پا ساخت. این دژ هیچگاه در بند طوفان‌ها قرار نگرفته و همچنان مستحکم است. استحکامات اصلی شامل دیوارهای عظیمی است که بیش از ۴ کیلومتر امتداد دارند. این دیوارها با سنگرهایی پوشیده شده‌اند و توسط دروازه‌های تاریخی به داخل راه دارند. قلعه روهتاس نمونهٔ استثنایی از معماری نظامی اولیه مسلمانان در آسیای مرکزی و جنوبی است. | [ ۱۴ ]               |

## فهرست آزمایشی
علاوه بر سایت‌های موجود در فهرست میراث جهانی، کشورهای عضو می‌توانند فهرستی از سایت‌های آزمایشی را که ممکن است برای نامزدی در نظر بگیرند، در این فهرست قرار دهند. نامزدها در فهرست میراث جهانی تنها در صورتی پذیرفته می‌شوند که سایت قبلاً در فهرست آزمایشی قرار داشته باشد.
پاکستان تا سال ۲۰۲۱ میلادی، ۲۵ نامزد را در فهرست آزمایشی خود گنجانده است.
| #  | نگاره                                      | نام                                                                         | موقعیت        | شماره‌ثبتمعیارها    | سال  | شرح | منبع          |
| ۱  |                                            | مسجد پادشاهی                                                                | پنجاب         | ۱۲۷۷               | ۱۹۹۳ | مسجد پادشاهی از نمونه‌های عالی معماری گورکانی است که در زمان اورنگ‌زیب، ششمین پادشاه گورکانی، در سال ۱۶۷۱ میلادی ساخته شد. این مسجد روبروی ارگ لاهور قرار داشته و یکی از بزرگ‌ترین مساجد تاریخی مسلمانان بوده است. در دوران حکومت سیک‌ها و بریتانیایی‌ها، خساراتی به این مسجد وارد شد و از آن به عنوان پادگان استفاده گردید. تزئینات و عناصر، طراحی و نقشه، جنس مواد برای ساخت و نماهای درونی و بیرونی این بنا قابل توجه و از نمونه‌های منحصر به فرد معماری دوره گورکانیان به‌شمار می‌روند. | [ ۱۷ ] [ ۱۸ ] |
| ۲  |                                            | مسجد وزیر خان                                                               | پنجاب         | ۱۲۷۸               | ۱۹۹۳ | مسجد وزیرخان در لاهور، به دلیل کاشی‌کاری گسترده‌اش معروف است. از آن به عنوان «خال روی گونه لاهور» یاد شده است. این بنا در طول هفت سال، از حدود ۱۶۳۴–۱۶۳۵ میلادی، در زمان سلطنت شاه جهان ساخته شد. این بنا توسط حکیم شیخ علم الدین انصاری، اهل چینیوت، که پزشک دربار شاه جهان و والی لاهور بود، ساخته شد. این مسجد در داخل شهر قدیم قرار دارد و از دروازه دهلی به راحتی قابل دسترسی است. این مسجد دارای برخی از بهترین نمونه‌های کاشی‌کاری قشانی از دوره گورکانی است. | [ ۱۹ ]        |
| ۳  |                                            | آرامگاه جهانگیر، آرامگاه آصف‌خان و اکبری سرای                                | پنجاب         | ۱۲۷۹               | ۱۹۹۳ | مقبره جهانگیر مقبره‌ای است که برای جهانگیر شاه، که از سال ۱۶۰۵ تا ۱۶۲۷ میلادی بر گورکانیان حکومت داشت، ساخته شده است. آرامگاه آصف‌خان متعلق به میرزا حسن آصف‌خان است و شاه جهان هنگام مرگ خان، در سال ۱۶۴۱ و در حالی که مشغول مبارزه با نیروهای شورشی راجا جاگات سینگ پاتانیا بود، دستور بنایش را صادر کرد. مجموعه‌ای از مقبره‌های صحن باز، به نام اکبری سرای، در میان مقبره جهانگیر و آصف‌خان قرار دارد. | [ ۲۰ ]        |
| ۴  |                                            | هیران منار و حوض مخزن                                                       | پنجاب         | ۱۲۸۱               | ۱۹۹۳ | مناری که از آجر ساخته شده، مدور است و به سمت بالا مسطح است، با دیواری مخروطی دارد. ۲۱۰ سوراخ مربعی در سطح بیرونی منار وجود دارد که در فواصل منظم در ۱۴ ردیف مرتب شده‌اند. منار به شش طبقه با ارتفاع متفاوت تقسیم می‌شود. پایه هر طبقه دارای قالب ریزی و پایین‌ترین طبقه دارای یک دهانه قوسی برای ورودی است. یک «برادری» پیرامون مناره قرار دارد که معماری آن نیز به نوبه خود هنرمندانه است. هر دو بنا دارای تزئینات و جزئیات زیبایی بر روی دیوار بیرونی خود هستند. همچنین در طول دوران گورکانی، کانالی از رودخانه آیک منشعب شد و به مخزن آب اطراف بنا جاری گردید. علاوه بر این، یک سیستم پیچیده برای پر کردن مخزن با آب باران، در منطقه اطراف این حوض، ابداع شد. این بنا به دستور جهانگیر شاه در سال ۱۶۲۰ میلادی، به عنوان اقامتگاه سلطنتی او، ساخته شد. | [ ۲۱ ]        |
| ۵  |                                            | دژ رانیکوت                                                                  | سند           | ۱۲۸۴               | ۱۹۹۳ | دیوار استحکامات قلعه غول‌پیکر رانی‌کوت ۳۵ کیلومتر طول دارد و تپه‌های بایر را به هم متصل می‌کند. این قلعه در ربع اول قرن ۱۹ ساخته شده است. دیوار دفاعی، که خط دفاعی طبیعی تپه‌ها را دنبال می‌کند، دارای سنگرهای نیم دایره‌ای توپر در فواصل مکانی متناوب است. دیوار در سه طرف محوطه قرار دارد، در حالی که در ضلع شمالی قله‌های بلند تپه‌های بلند به عنوان دیوار عمل می‌کنند. به نظر می‌رسد قلعه کوچکی در حدود ۵–۶ مایلی داخل دروازه اصلی، محل اقامت سلطنتی خاندان حاکم میرها بوده است. دروازه دو دری در جنوب قلعه قرار دارد. داخل دروازه دو طاقچه با نقوش گل و سنگ‌های تراشیده تزئین شده است. کل معماری قلعه با سنگ و آهک ایجاد گردیده. | [ ۲۲ ]        |
| ۶  |                                            | مسجد شاه‌جهان                                                                | سند           | ۱۲۸۶               | ۱۹۹۳ | مسجد، سازه‌ای آجری سنگین با ساختاری ساده بر روی یک ازاره سنگی، با ستون‌های مربعی سنگین و دیوارهای عظیم، در اطراف حیاطی به ابعاد ۱۶۹ در ۹۷ است. حجره نماز نیز به همین اندازه است. هر دو با گنبدهای بزرگ پوشیده شده‌اند. نود و سه گنبد کل بنا را پوشانده است و احتمالاً علت پژواک قابل توجهی است که باعث می‌شود در هر قسمت از ساختمان دعای جلوی منبر شنیده شود. این مسجد دارای استادانه‌ترین کاشی‌کاری در شبه قاره هند و پاکستان است. دو اتاق اصلی، به‌طور خاص، کاملاً کاشی‌کاری شده‌اند. گنبدهای آن‌ها با موزاییکی از کاشی‌های آبی و سفید درخشان ساخته شده است. نقش‌های گل‌های اسلیمی زیبا، شبیه به کاشی‌کاری قرن هفدهم ایران، طاق‌های اصلی را تزیین می‌کنند و در جاهای دیگر طرح‌های هندسی روی کاشی‌های مربعی در یک سری پالان قرار گرفته‌اند. | [ ۲۳ ]        |
| ۷  |                                            | گورستان چوکندی                                                              | سند           | ۱۲۸۷               | ۱۹۹۳ | مقبره‌های چوکندی، که یک گورستان اولیه اسلامی است، به دلیل حکاکی‌هایی از جنس ماسه‌سنگ که استادانه انجام شده، مشهورند. این سبک معماری، مختص منطقه سند است. عموماً این مقبره‌ها به طایفه‌ای به نام جوخیو تعلق دارند، اگرچه قبایل دیگری عمدتاً بلوچ، نیز در اینجا دفن شده‌اند. گورهای این قبرستان عمدتاً در زمان حکومت گورکانیان در قرون ۱۵ و ۱۸ میلادی، که مسلمانان از لحاظ سیاسی غالب بودند، ساخته شده‌اند. | [ ۲۴ ]        |
| ۸  |                                            | سایت باستان‌شناسی مهرگره                                                     | بلوچستان      | ۱۸۷۶(iii)(iv)      | ۲۰۰۴ | محوطه باستانی مِهرگره شامل تعدادی تپه کم ارتفاع باستانی در دشت کاچی و نزدیک به دهانه گذرگاه بولان است. این سایت مساحتی حدود ۲۵۰ هکتار دارد و بیشتر گنجینه‌های باستان‌شناسی در اعماق انباشته‌های آبرفتی مدفون شده‌اند. سازه‌هایی آجری و گلی به شکل انبار و دو گورستان باستانی در این محل کشف شده. توالی باستان‌شناسی در محوطه مهرگره بیش از ۱۱ متر عمق دارد و بین هزاره هفتم و سوم قبل از میلاد را در بر می‌گیرد. این سایت یک مکان کلاسیک باستان‌شناسی از دوره‌های نوسنگی و مس‌سنگی است و تپه‌ای مصنوعی دارد که با روی هم چیده شدن سازه‌های آجری در چندین نسل، شکل گرفته. | [ ۲۵ ]        |
| ۹  |                                            | سایت باستان‌شناسی رحمان دهیری                                                | خیبر پختونخوا | ۱۸۷۷(i)(ii)        | ۲۰۰۴ | محوطه باستانی رحمان دهیری شامل تپه‌ای مستطیلی است که حدود ۲۲ هکتار وسعت دارد و در ارتفاع ۵/۴ متری است. این سایت باستانی دارای خیابان‌های منظمی بوده که بلوک‌های مسکونی را ردیف می‌کردند و رد کارگاه‌های صنعتی در مقیاس کوچک و کوره در آن وجود دارد. سطح تپه مملو از هزاران قطعه و اشیاء باستانی بوده. توالی باستان‌شناسی در محوطه رحمان دهیری بیش از ۴٫۵ متر عمق دارد و یک توالی بیش از ۱۴۰۰ سال را در بر می‌گیرد که از حدود ۳۳۰۰ قبل از میلاد شروع می‌شود. این سایت استثنایی‌ترین نمونه حفظ شده از آغاز شهرنشینی در جنوب آسیا را نشان می‌دهد. | [ ۲۶ ]        |
| ۱۰ |                                            | سایت باستان‌شناسی هاراپا                                                     | پنجاب         | ۱۸۷۸(ii)(iv)       | ۲۰۰۴ | سایت باستان‌شناسی هاراپا از مجموعه ای از تپه‌ها و گورستان‌های باستان‌شناسی کم ارتفاع در جنوب بستر خشک رودخانه راوی تشکیل شده است. مساحت کامل این ملک ۱۵۰ هکتار بوده و تنها منطقه حائل آن شامل هشت تپه و دو گورستان است. توالی این سایت از هزاره چهارم تا دوم پیش از میلاد امتداد دارد. تعدادی بنای تاریخی در سراسر این سایت پراکنده هستند، از جمله یک معبد حفاظت‌نشده دوره گوپتا، یک مسجد نیمه‌حفاظت‌شده از گورکانیان و ویرانه‌های یک ایستگاه پلیس دوران استعمار. موزه‌ای در مجاورت این سایت برقرار است. توالی باستان‌شناسی در سایت هاراپا بیش از ۱۳ متر عمق دارد که دوره بین هزاره چهارم و دوم قبل از میلاد را در بر می‌گیرد. ساکنان آن با قرار گرفتن در کنار مسیر قدیمی رودخانه راوی، دسترسی آسانی به شبکه‌های تجاری، خوراکی‌های دریایی و همچنین آب آشامیدنی و زراعی داشتند، که شاید توضیح دهد که چرا این سایت برای مدت طولانی مسکونی بوده. در واقع، این سایت نمایانگر یک مکان کلاسیک باستان‌شناسی است. | [ ۲۷ ]        |
| ۱۱ |                                            | سایت باستان‌شناسی رانیگات                                                    | خیبر پختونخوا | ۱۸۷۹(ii)(iv)       | ۲۰۰۴ | رانیگات یک سایت باستانی مرتبط با بودیسم است. نخستین کاوش‌ها در سایت رانی‌گات، در سال ۱۸۴۸ در مقیاسی کوچک انجام شد. پس از تخریب بخشی از سایت توسط قاچاقچیان گنج، در ۱۹۷۵ به عنوان یک اثر باستانی حفاظت‌شده توسط وزارت باستان‌شناسی و موزه‌ها ثبت گردید. یک تیم پاکستانی -ژاپنی در حال انجام پروژه‌ای مشترک در رانیگات هستند. | [ ۲۸ ]        |
| ۱۲ |                                            | فرمان‌های سنگی شهباز گارهی                                                   | خیبر پختونخوا | ۱۸۸۰(i)(ii)(vi)    | ۲۰۰۴ | چهارده فرمان امپراتور مائوریا، آشوکا (۲۷۲–۲۳۵ ق. م)، که اولین شواهد غیرقابل انکار نوشتن در جنوب آسیاست، بر روی سطح دو تخته سنگ بزرگ در دره پیشاور حک شده است. این لوح مربوط به اواسط قرن سوم قبل از میلاد است و به خط خروشتی از راست به چپ نوشته شده‌اند. وجود خط خروشتی در این منطقه، حاکی از آن است که نفوذ شاهنشاهی هخامنشی در این منطقه، یعنی استان گندهارا، پیش از چیزی که پیش‌تر تصور می‌شد، قدمت دارد. چهارده فرمان اصلی ثبت شده در این سایت جنبه‌هایی از درمه یا قوانین عادلانه آشوکا را نشان می‌دهد. این فرمان‌ها در کنار یکی از مسیرهای تجاری باستانی قرار دارند که دره پیشاور را به دره سوات، دیر و چیترال از شمال و شهر بزرگ تاکسیلا به جنوب‌شرقی متصل می‌کند. | [ ۲۹ ]        |
| ۱۳ |                                            | فرمان‌های سنگی مانسهره                                                       | خیبر پختونخوا | ۱۸۸۱(i)(ii)(vi)    | ۲۰۰۴ | دستورهای حک شده در مانسهره، بر روی سطح سه تخته سنگ بزرگ در نزدیکی شهر مانسهره، کشف شده‌اند. این چهارده فرمان آشوکا مشابه اثری هستند که در شهباز گارهی وجود دارد. فرمان‌های مانسهره در کنار یکی از مسیرهای باستانی قرار دارند که دره پیشاور را به مناطق کشمیر، گیلگیت و آسیای مرکزی در شمال و به شهر بزرگ تاکسیلا در جنوب متصل می‌کند. | [ ۳۰ ]        |
| ۱۴ |                                            | دژ بالتیت                                                                   | گلگت-بلتستان  | ۱۸۸۲(i)(ii)        | ۲۰۰۴ | قلعه بالتیت در کریم‌آباد واقع شده است، ساکنان این دژ موقعیت استراتژیکی داشتند و از دره هونزا و شعبه‌های آن، تجارت فصلی مابین جنوب و مرکز آسیا را کنترل می‌کردند. قلعه بالتیت در پلان مستطیل شکل با سه طبقه است و بر روی یک سطح سنگی بلند قرار گرفته. این دژ تا سال ۱۹۴۵ میلادی محل سکونت میر، حاکم هونزا، بود. کار حفاظتی انجام شده در سال ۱۹۹۰ نشان داد که هسته سازه‌ها، یک برج چوبی و سنگی دفاعی است که در قرن هشتم میلادی ساخته شده. | [ ۳۱ ]        |
| ۱۵ | مقبره بی‌بی جیوندی · مقبرهٔ جلال‌الدین سرخ‌پوش | مقبره بی‌بی جیوندی، بهاءالحلیم و استاد و مسجد و مقبرهٔ جلال‌الدین سرخ‌پوش بخاری | پنجاب         | ۱۸۸۳(ii)(iv)(vi)   | ۲۰۰۴ | ملک پیشنهادی شامل ۵ بنای تاریخی در اوچ است که استثنایی‌ترین معماری شهر را نشان می‌دهند. قدیمی‌ترین مقبره‌ها و مسجد متعلق به قرن چهاردهم میلادی و صوفی، جلال الدین بخاری، هستند. ابعاد آرامگاه آجری ۱۸ متر در ۲۴ متر است و ستون‌های چوبی کنده‌کاری شده آن سقفی صاف را نگه می‌دارد و با کاشی‌های لعابدار در طرح‌های اسلیمی و هندسی تزئین شده است. سقف با طرح‌های گلدار با لاک نقاشی شده است و کف آن با قبرهای عارف و نزدیکانش پوشیده شده است. مسجد آن شامل یک تالار به ابعاد ۲۰ متر در ۱۱ متر با ۱۸ ستون چوبی است که سقفی صاف را نگه می‌دارند. این بنا از آجرهای تراش‌خورده ساخته شده و تزئینات داخلی و خارجی آن با کاشی‌های میناکاری‌شده در طرح‌های گلدار و هندسی تزئین شده است. این سازه‌ها توسط مجموعه ای از مقبره‌های گنبدی به هم پیوسته‌اند. گفته می‌شود که اولین مقبره را عارف سهروردیه، جهانیان جهانگشت (۱۳۰۷–۱۳۸۳ م) برای مرادش، بهاءالحلیم، ساخته. دومی برای دختر بزرگ او، بی‌بی جیوندی، در حدود ۱۴۹۴ و سومی برای استاد معماری که مقبره دوم را ساخت، احداث شد. | [ ۳۲ ]        |
| ۱۶ |                                            | آرامگاه حضرت رکن عالم                                                       | پنجاب         | ۱۲۸۲ (iii)(iv)(vi) | ۲۰۰۴ | این مقبره در سال‌های ۱۳۲۰–۲۴ میلادی در داخل قلعه مولتان ساخته شد. این بنا اولین قبر هشت ضلعی در شبه‌قاره است. از ویژگی‌های خاص در ساخت حرم، دیوارهای مخروطی است. این سازه تماماً از آجر قرمز ساخته شده است و تمام نمای بیرونی آن با صفحات کاشی لعابدار تزئین شده است. رنگ‌های استفاده شده عبارتند از آبی هندی، آبی ایرانی و سفید. که با رنگ قرمز آجرها تضاد دارد. کاشی‌های میناکاری این مقبره از نوع خاصی با نقش برجسته است که از نیم اینچ تا دو اینچ از زمینه بالا رفته است. طبقه دوم نیز هشت ضلعی است. با طرح‌های هندسی، بته‌جقه و عربی تزئین شده است. با نقوش خوشنویسی، آجرکاری زیباتر هم شده است. | [ ۳۳ ]        |
| ۱۷ |                                            | بندر بانپور                                                                 | سند           | ۱۸۸۵ (iv)(v)(vi)   | ۲۰۰۴ | بانپور در مسافت ۶۵ کیلومتری شرق کراچی واقع شده است. این بندر متروکه، گذشته‌ای از قرن اول قبل از میلاد تا قرن سیزدهم پس از میلاد دارد. در حالی که مراحل اولیه آن غرقاب است، بقایای سطحی سایت نشان‌دهنده ساختار شهری آن در دوره اولیه اسلامی و بهترین بندر قرون وسطایی منطقه است. طرح بندر شامل پنج منطقه اصلی است که چشمگیرترین آنها، تپه‌ای به ارتفاع ۱۰ متر، در ساحل خود نهر قرار دارد. کتیبه ای مربوط به سال ۷۲۷ میلادی در مسجد شهر نشان می‌دهد که این محل بهترین نمونه حفظ شده از یک مسجد اولیه در منطقه هندوستان است. شواهد استفاده مجدد از سنگ‌های تراشیده‌شده از سازه‌های معابد هندوئیسم، نشان می‌دهد که این محل دست‌خوش یک تغییر عمده فرهنگی و آیینی شده است. کارگاه صنعتی شهر شواهدی از فرآوری نساجی، شیشه‌سازی، لعاب‌کاری و متالورژی در خود دارد. حضور بخش صنعتی و ثروت کالاهای وارداتی سرامیکی و فلزی بندر، در ترکیب با موقعیت استراتژیک آن در دهانه رود سند، نقش محوری بهنبهور را برای بازرگانان بین‌المللی اقیانوس هند تقویت می‌کند. نقش آن زمانی پایان یافت که بستر رود سند در قرن یازدهم جابه‌جا شد و نهر گل و لای شد، و نقشی را که طبیعت در شکل‌دادن به میراث دلتا ایفا کرده بود، زیر خود دفن کرد.                | [ ۳۴ ]        |
| ۱۸ |                                            | دراور و قلعه‌های چولستان                                                     | پنجاب         | ۶۱۰۸ (iii)(v)      | ۲۰۱۶ | صحرای چولستان زمانی توسط رودخانه هاکرا آبیاری می‌شد و ۴۰۰۰ قبل از میلاد تا حدود ۶۰۰ قبل از میلاد، تمدن دره سند بر پایه کشاورزی در آن وجود داشت. رود مسیر خود را تغییر داد و ناپدید شد؛ از آن پس، چولستان یک محیط صحرایی بد آب و هوا، در لبه امپراتوری‌ها شد. قلعه‌های قرون وسطایی کویر چولستان مجموعه‌ای متشکل از ده‌ها سازه است که برخی سالم و برخی تخریب شده‌اند. قلعه دراور بهترین نمونه باقیمانده از این سری از قلعه‌های تاریخی است که قدمت برخی از آن‌ها به دوران پیش از گورکانیان می‌رسد، اما همه آن‌ها از قرن ۱۶ تا ۱۸ توسط قبایل قدرتمند محلی بازسازی و گسترش یافته‌اند. این قلاع برای محافظت از مسیرهای کاروانی بیابانی خدمت می‌کردند. مسیرهای تجاری از آسیای مرکزی به قلب شبه قاره و مسیرهای زیارتی بین مکه و هند. قلعه دراور در قرن نهم توسط رای جاجا بهاتی (حاکم راجپوت قبیله بهاتی) ساخته شد و یکی از زیباترین معماری‌ها را داراست. بناهای بسیار دیگری در نزدیکی دراور قرار دارند که از لحاظ سبک معماری نیز متنوع هستند. | [ ۳۵ ]        |
| ۱۹ |                                            | هنگلاج ماتا ماندار                                                          | بلوچستان      | ۶۱۰۹ (iii)(vi)     | ۲۰۱۶ | هنگلاج ماتا ماندار یک منظره فرهنگی باستانی اما زنده است که در پارک ملی هنگول در ساحل مکران دریای عرب، تقریباً ۱۹۰ کیلومتری غرب کراچی، واقع شده است. این مکان مذهبی معروف هندوها در غاری کوهستانی در ساحل رود هنگول واقع شده است. این مکان مقدس باستانی قبل از حمله اعراب و ظهور تصوف در سند، با سنت چارانی که برای پرستش الهه‌های هندو بود، مرتبط بود. هنگلاج ماتا ماندار یک شاکتی پیتا است؛ یکی از مکان‌هایی که در آن خاکستر مقدس الهه شاکتیو ساتی، خدای زن هندوئیسم، پرستش می‌شود. هندوها بر این باورند که سر الهه ساتی زمانی که بدن او توسط ویشنو تکه‌تکه شد، در منطقه هنگلاج ماتا سقوط کرد و این مکان به عنوان یک مکان زیارتی مورد احترام هندوها باقی مانده است. مسلمانان محلی نیز به این مکان احترام می‌گذارند و آن را «نانی ماندار» می‌نامند. هیچ ساختار معبدی وجود ندارد، فقط یک محراب گلی کم‌ارتفاع و یک سنگ کوچک که به عنوان الهه پرستش می‌شود، آنجا هست. در طول سال، هزاران هندو از هینگلاج ماتا ماندار بازدید می‌کنند که از این تعداد بیش از ۵۰۰۰ نفر در ماه آوریل در گردهمایی مذهبی خود به نام «هینگلاج ماتا تیرات یاترا و سری هینگلاج سوا ماندلی» بدانجا می‌آیند. زیارت هندوها از این مکان دارای آداب خاصی است. | [ ۳۶ ]        |
| ۲۰ | یک مخروط افکنه در جنوب ایران               | منظره فرهنگی سامانه کاریز                                                   | بلوچستان      | ۶۱۱۰ (ii)(iv)(v)   | ۲۰۱۶ | سامانه کاریز در بلوچستان نمونه‌ای از یک رویکرد قدیمی و کاربردی برای مدیریت آب مبتنی بر جامعه، در یک ناحیه خشک است. فناوری آبیاری کاریز در مناطق خشک و نیمه خشک از هند و غرب چین تا خاورمیانه و شمال آفریقا توسعه یافته است. اعتقاد بر این است که این فناوری در هزاره یکم قبل از میلاد در ایران سرچشمه گرفته است و از آنجا دانش ساختش به شرق و غرب مسیر ابریشم در سراسر جهان اسلام منتقل شده است. تقریباً ۱۰۵۳ کاریز فعال در بلوچستان وجود دارد. | [ ۳۷ ]        |
| ۲۱ |                                            | نیایشگاه نگرپارکر جین                                                       | سند           | ۶۱۱۱ (iii)(iv)     | ۲۰۱۶ | نگرپارکر برای قرن‌ها مرکز مهم مذهب و فرهنگ جینیسم بود. تپه‌های کارونجهار زیارتگاهی از فضاهای مقدس مرتبط با مؤسس آئین جین، مهاویرا و پارسایان این آئین بود؛ جایی که یوگی‌ها و جین مونی‌ها دعا می‌کردند و ریاضت می‌کشیدند. تغییرات در خط ساحلی و مسیرهای تجاری باعث شد که جمعیت جین به‌طور قابل توجهی در قرن نوزدهم کاهش یابد و آخرین جامعه جین پس از چندپارگی هند ترک وطن کردند. ایمان به این معابد اما هنوز در راجستان هند، ادامه دارد و بسیاری از معابد آنجا ریشه خود را به مراکز مذهبی قبلی مانند گوری در نگرپارکر می‌رسانند. | [ ۳۸ ]        |
| ۲۲ |                                            | پارک ملی قره‌قروم مرکزی                                                      | گلگت-بلتستان  | ۶۱۱۲ (viii)(ix)    | ۲۰۱۶ | این پارک بزرگ‌ترین منطقه حفاظت شده در پاکستان است که بیش از ۱۰۵۵۷٫۷۳ کیلومتر مربع در رشته کوه مرکزی قره‌قروم را پوشش می‌دهد و مرتفع‌ترین پارک جهان است. این پارک طولانی‌ترین یخچال‌های طبیعی خارج از مناطق قطبی را در بر می‌گیرد که ۴۰ درصد از مساحت پارک را تشکیل می‌دهد که مهم‌ترین و شکننده‌ترین اکوسیستم کل منطقه را تشکیل می‌دهد. در داخل پارک اکوسیستم‌های مختلفی وجود دارد، از صخره‌های سنگی گرفته تا زمین‌های درختچه‌ای ارس، جنگل‌های مخروطی و پهن برگ و مراتع آلپی، که سطح بالایی از تنوع زیستی را در خود جای داده است. این اکوسیستم‌های متنوع پناهگاهی برای گونه‌های در معرض خطر و تقریباً ۹۰ گونه پرنده در ۱۳ خانواده است. | [ ۳۹ ]        |
| ۲۳ |                                            | پارک ملی دیوسایی                                                            | گلگت-بلتستان  | ۶۱۱۵(ix)(x)        | ۲۰۱۶ | پارک ملی دیوسای یک فلات کوهستانی زیبا و با ارزش زیست‌محیطی است که در توده غربی هیمالیا، شرق قله نانگا پاربات و در مجاورت رشته کوه قره‌قوم مرکزی واقع شده است. این فلات با ارتفاع ۳۵۰۰ تا ۵۲۰۰ متر مساحتی بالغ بر ۳۵۸۴۰۰ هکتار دارد. این پارک بخشی از کانون بین‌المللی حفاظت از تنوع زیستی هیمالیا است و شامل انواع غنی از گونه‌ها است. این پارک در منطقه پرندگان بومی هیمالیا غربی واقع شده است و به عنوان محل استراحت و محل پرورش پرندگان مسکونی و مهاجر با اهمیت بین‌المللی فراوان است. | [ ۴۰ ]        |
| ۲۴ |                                            | جنگل ارس زیارت                                                              | بلوچستان      | ۶۱۱۶ (x)           | ۲۰۱۶ | منطقه زیارت منزلگاه بزرگ‌ترین جنگل ارس در پاکستان است که حدود ۱۱۰۰۰۰ هکتار را پوشش می‌دهد و گمان می‌رود دومین منطقه بزرگ در نوع خود باشد که دارای تنوع گونه ای بالایی است. ارس زیارت از قدیمی‌ترین درختان زنده دنیاست. این جنگل در ناحیه کوهستانی با ارتفاعی بین ۱۱۸۱ تا ۳۴۸۸ مترمربع قرار دارد. اکوسیستم جنگل ارس زیارت در محل تلاقی پنج پهنه رویشی قرار دارد و گونه‌های گیاهی تشکیل دهنده پوشش گیاهی ترکیبی منحصربه‌فرد از پنج نوع مختلف گیاهی را ارائه می‌دهند که آن را به یک سایت جهانی متمایز از نظر ترکیب گیاهی تبدیل می‌کند. گونه‌های حیات وحش آن شامل گونه‌های در حال انقراض مانند خرس سیاه بلوچستان و پرندگان نایابی است. | [ ۴۱ ]        |
| ۲۵ |                                            | رشته‌کوه نمک و معدن نمک خیرا                                                 | پنجاب         | ۶۱۱۸ (v)(viii)     | ۲۰۱۶ | رشته‌کوه نمک ۸۰۰ میلیون سال پیش، با تبخیر یک دریای کم عمق و به دنبال آن تحت فشار صفحه هند به وجود آمده است که حدود ۳۰۰ کیلومتر امتداد داشت. از لحاظ زمین‌شناسی، سنگ‌های طبقه‌بندی شده بسیار فسیلی در این ناحیه در دسترس است. این منطقه سرشار از یافته‌های دیرینه‌شناسی هم است. اولین شواهد از حضور انسان نیز در رشته‌کوه نمک در دره رودخانه سوان وجود دارد که در آن صدها ابزار سنگریزه لبه‌دار مربوط به دوران پارینه سنگی پایین کشف شده است. همچنین خیرا، یکی از غنی‌ترین ذخایر نمکی جهان است که حداقل هزار سال است که نمک در آن مورد بهره‌برداری قرار گرفته است. | [ ۴۲ ]        |